# 讓-路易·諾米科斯
讓-路易·諾米科斯（法語：Jean-Louis Nomicos，1967年6月4日—）出生於法國普罗旺斯-阿尔卑斯-蓝色海岸大区的馬賽，是一名法式料理的廚師。

## 生平
讓-路易·諾米科斯出生在馬賽的阿洛，他在十二歲的時候開始對烹飪感到興趣，因為他讀了讓-巴蒂斯特·雷布爾著作《普羅旺斯廚師》（法語：La Cuisinièreprovençale），他的兩位祖母的烹飪都嵾考這本書，煮出屬於南法風味的法式料理。於是讓-路易·諾米科斯前往馬賽的酒店學校就讀，完成學業拿到烹飪和糕點的專業能力證書。
十八歲的時候讓-路易·諾米科斯加入艾倫·杜卡斯的La Terrasse餐廳當助理，1986年跟隨艾倫·杜卡斯前往摩納哥開設L'Horloge餐廳，1990年他們又聯手經營蒙地卡羅巴黎酒店，讓-路易·諾米科斯在這裡做了八年的時間，之後跟著艾倫·杜卡斯到處創業。1997年的時候，艾倫·杜卡斯讓他在巴黎的La Grande Cascade餐廳擔任主廚，他在這裡獲得米其林指南一星評鑑。
2010年讓-路易·諾米科斯自行創業，在巴黎開設Les Tablettes Jean-Louis Nomicos餐廳，獲得米其林指南一星評鑑、戈和米約三頂高帽，2019年又接下拉塞爾餐廳迄今，一樣是獲得米其林指南一星評鑑。

## 相關連結
- Nomicos官方網站
- 拉塞爾餐廳官方網站 （页面存档备份，存于）